# Championnat européen de brass band

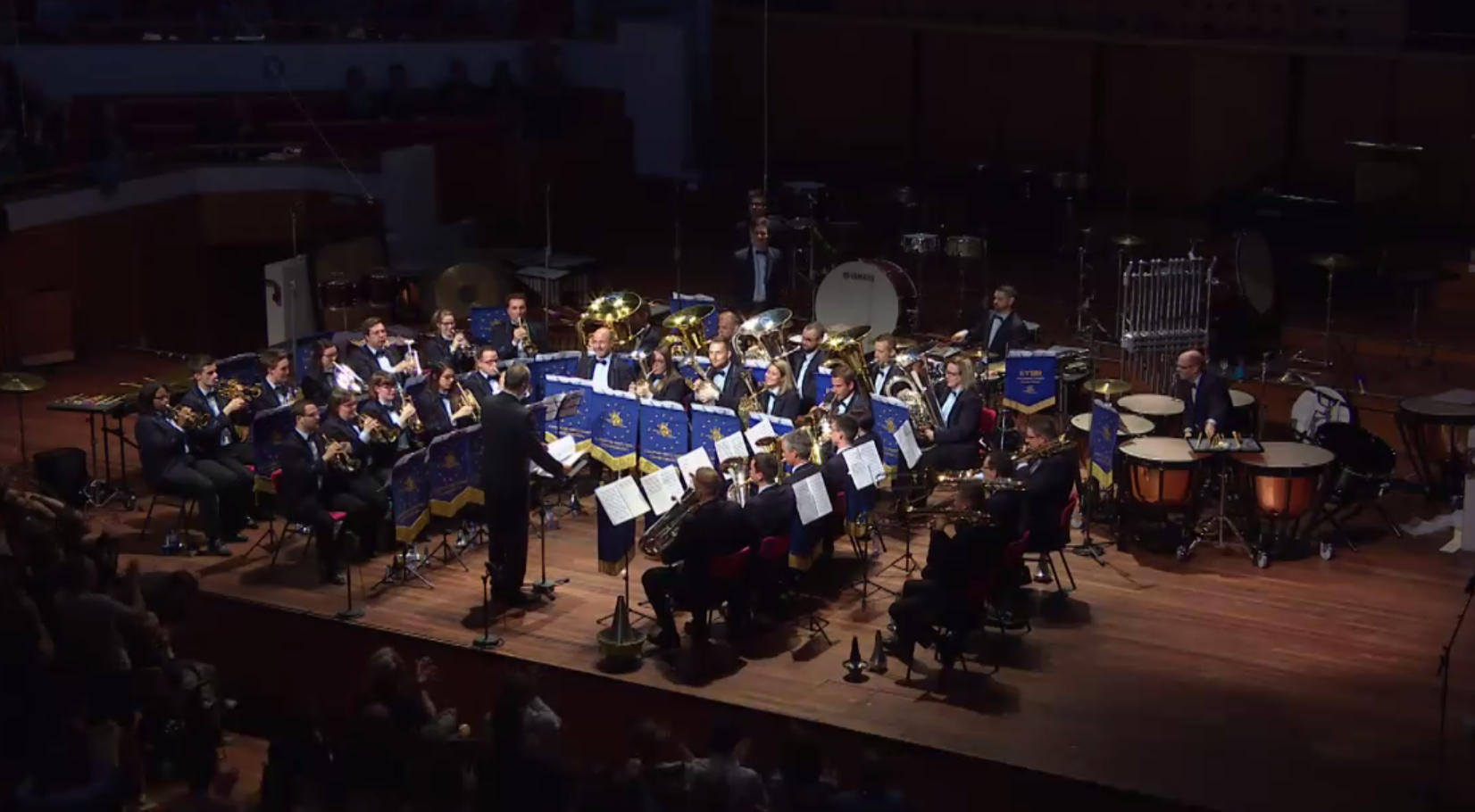
Le Valaisia Brass Band champion européen de brass band en 2018.

Le Championnat européen de brass band (EBBC en anglais) est un concours de brass band existant depuis 1978. Il décerne au vainqueur le titre de champion d'Europe. Dans la catégorie Championship, le concours se déroule sur deux jours. Le premier jour, les orchestres doivent interpréter une œuvre imposée, qui est commandée pour le concours à un compositeur du pays organisateur. Le second jour, les brass band jouent une œuvre au choix, il peut s'agir d'une création commandée par l'orchestre, d'une piece de répertoire, ou plus rarement, d'une transcription symphonique.
Les ensembles de la catégorie Championship sont invités à concourir après avoir obtenu un titre national ou après avoir gagné le titre européen de l'année précédente. Si le tenant du titre européen détient aussi le titre de sa nation, le brass band arrivé second se retrouve invité. 
Le championnat européen accueille également un catégorie B, pour des ensembles de niveau plus modeste. Les ensembles jouent leur pièce imposé et leurs pièces aux choix à la suite. 
Pour ces competitions, le jury est composé de trois personnalités du monde du brass band (de trois nations diffèrentes), disposées derrière un paravent. En championship, les jurys sont différents sur les deux journées. Les jurys classent les ensembles en donnant une note sur 100, et en ne donnant pas d'égalités. En cas d'égalité sur la note finale, c'est la pièce imposé qui donne l'avantage.

## Vainqueurs

### Par années
| Année | Lieu                     | Champion                        | Pays           | Chef d'orchestre           |
| ----- | ------------------------ | ------------------------------- | -------------- | -------------------------- |
| 1978  | Londres, Angleterre      | Black Dyke Band                 | Angleterre     | Major Peter Parkes         |
| 1979  | Londres, Angleterre      | Black Dyke Band                 | Angleterre     | Major Peter Parkes         |
| 1980  | Londres, Angleterre      | Cory Band                       | Pays de Galles | Denzil Stephens            |
| 1981  | Londres, Angleterre      | Brighouse & Rastrick Band       | Angleterre     | James Scott                |
| 1982  | Londres, Angleterre      | Black Dyke Band                 | Angleterre     | Major Peter Parkes         |
| 1983  | Kerkrade, Pays-Bas       | Black Dyke Band                 | Angleterre     | Major Peter Parkes         |
| 1984  | Édimbourg, Écosse        | Black Dyke Band                 | Angleterre     | Major Peter Parkes         |
| 1985  | Copenhague, Danemark     | Black Dyke Band                 | Angleterre     | Major Peter Parkes         |
| 1986  | Cardiff, Pays de Galles  | Desford Colliery Dowty Band     | Angleterre     | Howard Snell               |
| 1987  | Nottingham, Angleterre   | Black Dyke Band                 | Angleterre     | Major Peter Parkes         |
| 1988  | Lucerne, Suisse          | Eikanger Bjorsvik Musikklag     | Norvège        | Howard Snell               |
| 1989  | Bergen, Norvège          | Eikanger Bjorsvik Musikklag     | Norvège        | Howard Snell               |
| 1990  | Falkirk, Écosse          | Black Dyke Band                 | Angleterre     | David King                 |
| 1991  | Rotterdam, Pays-Bas      | Black Dyke Band                 | Angleterre     | David King                 |
| 1992  | Cardiff, Pays de Galles  | Britannia Building Society Band | Angleterre     | Howard Snell               |
| 1993  | Plymouth, Angleterre     | Brass Band Willebroek           | Belgique       | Frans Violet               |
| 1994  | Montreux, Suisse         | Williams Fairey Band            | Angleterre     | Major Peter Parkes         |
| 1995  | Luxembourg, Luxembourg   | Black Dyke Band                 | Angleterre     | James Watson               |
| 1996  | Bergen, Norvège          | Yorkshire Building Society Band | Angleterre     | David King                 |
| 1997  | Londres, Angleterre      | Yorkshire Building Society Band | Angleterre     | David King                 |
| 1998  | Kerkrade, Pays-Bas       | Brighouse & Rastrick Band       | Angleterre     | Allan Withington           |
| 1999  | Munich, Allemagne        | Yorkshire Building Society Band | Angleterre     | David King                 |
| 2000  | Birmingham, Angleterre   | Yorkshire Building Society Band | Angleterre     | David King                 |
| 2001  | Montreux, Suisse         | Yorkshire Building Society Band | Angleterre     | David King                 |
| 2002  | Bruxelles, Belgique      | Yorkshire Building Society Band | Angleterre     | David King                 |
| 2003  | Bergen, Norvège          | Yorkshire Building Society Band | Angleterre     | David King                 |
| 2004  | Glasgow, Écosse          | Yorkshire Building Society Band | Angleterre     | David King                 |
| 2005  | Groningue, Pays-Bas      | Black Dyke Band                 | Angleterre     | Dr Nicholas Childs         |
| 2006  | Belfast, Irlande du nord | Brass Band Willebroek           | Belgique       | Frans Violet               |
| 2007  | Birmingham, Angleterre   | Brass Band Willebroek           | Belgique       | Frans Violet               |
| 2008  | Stavanger, Norvège       | Cory Band                       | Pays de Galles | Dr Robert Childs           |
| 2009  | Ostende, Belgique        | Cory Band                       | Pays de Galles | Dr Robert Childs           |
| 2010  | Linz, Autriche           | Cory Band                       | Pays de Galles | Dr Robert Childs           |
| 2011  | Montreux, Suisse         | Manger Musikklag                | Norvège        | Peter Szilvay              |
| 2012  | Rotterdam, Pays-Bas      | Black Dyke Band                 | Angleterre     | Dr Nicholas Childs         |
| 2013  | Oslo, Norvège            | Cory Band                       | Pays de Galles | Philip Harper              |
| 2014  | Perth, Écosse            | Brass Band Bürgermusik Luzern   | Suisse         | Michael Bach               |
| 2015  | Fribourg, Allemagne      | Black Dyke Band                 | Angleterre     | Professeur Nicholas Childs |
| 2016  | Lille, France            | Cory Band                       | Pays de Galles | Philip Harper              |
| 2017  | Ostende, Belgique        | Eikanger-Bjorsvik Musikklag     | Norvège        | Ingar Bergby               |
| 2018  | Utrecht, Pays-Bas        | Valaisia Brass Band             | Suisse         | Arsène Duc                 |
| 2019  | Montreux, Suisse         | Cory Band                       | Pays de Galles | Philip Harper              |
| 2022  | Birmingham, Angleterre   | Cory Band                       | Pays de Galles | Philip Harper              |
| 2023  | Malmö, Suède             | Brass Band 13 Étoiles           | Suisse         | Frédéric Théodoloz         |
| 2024  | Palanga, Lituanie        | Brass Band 13 Étoiles           | Suisse         | Frédéric Théodoloz         |

### Par ensemble
- Black Dyke Band (Angleterre) : 1978, 1979, 1982, 1983, 1984, 1985, 1987, 1990, 1991, 1995, 2005, 2012, 2015 (13)
- Yorkshire Building Society Band (Angleterre) : 1996, 1997, 1999, 2000, 2001, 2002, 2003, 2004 (8)
- Cory Band (Pays de Galles) : 1980, 2008, 2009, 2010, 2013, 2016, 2019, 2022 (8)
- Brass Band Willebroek (Belgique) : 1993, 2006, 2007 (3)
- Eikanger Bjorsvik Musikklag (Norvège) : 1988, 1989, 2017 (3)
- Brighouse & Rastrick Band (Angleterre) : 1981, 1998 (2)
- Brass Band 13 Étoiles (Suisse) : 2023, 2024 (2)
- Brass Band Bürgermusik Luzern (Suisse) : 2014 (1)
- Britannia Building Society Band (Angleterre) : 1992 (1)
- Desford Colliery Dowty Band (Angleterre) : 1986 (1)
- Manger Musikklag (Norvège) : 2011 (1)
- Williams Fairey Band (Angleterre) : 1994 (1)
- Valaisia Brass Band (Suisse) : 2018 (1)

### Par pays
- Angleterre : 1978, 1979, 1981, 1982, 1983, 1984, 1985, 1986, 1987, 1990, 1991, 1992, 1994, 1995, 1996, 1997, 1998, 1999, 2000, 2001, 2002, 2003, 2004, 2005, 2012, 2015 (26)
- Pays de Galles : 1980, 2008, 2009, 2010, 2013, 2016, 2019, 2022 (8)
- Norvège : 1988, 1989, 2011, 2017 (4)
- Suisse : 2014, 2018, 2023, 2024 (4)
- Belgique : 1993, 2006, 2007 (3)

### Par chefs d'orchestre
- David King : 1990, 1991, 1996, 1997, 1999, 2000, 2001, 2002, 2003, 2004 (10)
- Major Peter Parkes : 1978, 1979, 1982, 1983, 1984, 1985, 1987, 1994 (8)
- Howard Snell : 1986, 1988, 1989, 1992 (4)
- Philip Harper : 2013, 2016, 2019, 2022 (4)
- Dr Robert Childs : 2008, 2009, 2010 (3)
- Frans Violet : 1993, 2006, 2007 (3)
- Professeur Nicholas Childs : 2005, 2012, 2015 (3)
- Frédéric Théodoloz : 2023, 2024 (2)
- Michael Bach : 2014 (1)
- James Scott : 1981(1)
- Denzil Stephens : 1980 (1)
- Peter Szilvay : 2011 (1)
- James Watson : 1995 (1)
- Allan Withington : 1998 (1)
- Ingar Bergby : 2017 (1)
- Arsène Duc : 2018 (1)

## Détails par années

### Birmingham2007
| Pays           | Brass Band                 | Chef d'orchestre        | Imposé | Libre | Total |
| -------------- | -------------------------- | ----------------------- | ------ | ----- | ----- |
| Belgique       | Brassband Willbroek        | Frans Violet            | 96     | 96    | 192   |
| Norvège        | Stavanger                  | Allan Withington        | 95     | 94    | 189   |
| Pays de Galles | Cory Band                  | Dr Robert Childs        | 97     | 91    | 188   |
| Angleterre     | Fodens Richardson          | Garry Cutt              | 91     | 91    | 183   |
| Autriche       | Oberoesterreich Brass Band | Hans Buchegger          | 94     | 87    | 181   |
| Écosse         | Scottish Co-op             | Allan Ramsay            | 96     | 86    | 178   |
| Danemark       | Lyngby-Taarbaek Brass Band | Christian Schmiedescamp | 89     | 89    | 178   |
| Suède          | Göteborg Brass Band        | Dr Nicholas Childs      | 87     | 90    | 177   |
| Pays-Bas       | Brass Band De Waldsang     | Rieks van der Velde     | 82     | 95    | 177   |
| France         | Brass Band Æolus           | Bastien Stil            | 90     | 85    | 175   |
| Suisse         | Brass Band Treize Étoiles  | Geo-Pierre Moren        | 85     | 88    | 173   |
| Belgique       | Kortrijk Brass Band        | Lieven Maertens         | 84     | 84    | 168   |

### Stavanger2008
| Pays           | Brass Band                | Chef d'orchestre    | Imposé | Libre | Total |
| -------------- | ------------------------- | ------------------- | ------ | ----- | ----- |
| Angleterre     | Grimethorpe Colliery Band | Alan Withington     |        |       |       |
| Autriche       | Oberosterreich Brass Band | Hannes Buchegger    |        |       |       |
| Belgique       | Brassband Willebroek      | Frans Violet        |        |       |       |
| Danemark       | Lyngby-Taarbæk Brass Band |                     |        |       |       |
| Norvège        | Stavanger                 | Garry Cutt          |        |       |       |
| Pays-Bas       | Brassband De Wâldsang     | Rieks van der Velde |        |       |       |
| Pays de Galles | Cory Band                 | Robert Childs       |        |       |       |
| Suède          | Windcorp                  | Andreas Kratz       |        |       |       |
| Suisse         | Brass Band Fribourg       | Arsène Duc          |        |       |       |

### Ostende2009
| Pays           | Brass Band                  | Chef d'orchestre        | Imposé | Libre | Total |
| -------------- | --------------------------- | ----------------------- | ------ | ----- | ----- |
| Pays de Galles | Cory Band                   | Dr Robert Childs        | 98     | 98    | 196   |
| Suisse         | Brass Band Treize Étoiles   | James Gourlay           | 94     | 94    | 188   |
| Norvège        | Eikanger-Bjørsvik Musikklag | Bjarte Engeset          | 97     | 90    | 187   |
| Pays-Bas       | Brass Band Rijnmond         | Ivan Meylemans          | 95     | 91    | 186   |
| Angleterre     | Grimethorpe Colliery Band   | Allan Withington        | 90     | 96    | 186   |
| Autriche       | Brass Band Oberoestereich   | Hannes Buchegger        | 96     | 89    | 185   |
| Belgique       | Festival Brass Band         | Manu Mallaerts          | 91     | 93    | 184   |
| Pays de Galles | Tredegar Band               | Ian Porthouse           | 92     | 87    | 179   |
| Danemark       | Lyngby-Taarbaek Brass Band  | Christian Schmiedescamp | 93     | 84    | 177   |
| Écosse         | Whitburn Band               | Russell Gray            | 89     | 86    | 175   |
| France         | Brass Band Æolus            | Bastien Stil            | 88     | 85    | 173   |

Récompense du meilleur soliste : Michael Dodd, euphonium solo du Grimethorpe Colliery Band, Angleterre

### Linz2010
| Pays           | Brass Band                    | Chef d'orchestre | Imposé | Libre | Total |
| -------------- | ----------------------------- | ---------------- | ------ | ----- | ----- |
| Pays de Galles | Cory Band                     | Robert Childs    | 98     | 98    | 196   |
| Norvège        | Eikanger-Bjørsvik Musikklag   |                  | 97     | 97    | 194   |
| Autriche       | Brassband Oberösterreich      |                  | 96     | 95    | 191   |
| Angleterre     | Black Dyke Band               |                  | 94     | 96    | 190   |
| Belgique       | Brassband Buizingen           |                  | 95     | 94    | 189   |
| Suisse         | Valaisia Brass Band           | Arsène Duc       | 93     | 91    | 184   |
| Pays-Bas       | Brassband De Waldsang         |                  | 91     | 92    | 183   |
| France         | Brass Band Nord Pas-de-Calais | Russel Gray      | 90     | 88    | 178   |
| Danemark       | Concord Brassband             |                  | 88     | 89    | 177   |
| Écosse         | Bon-Accord Silver Band        |                  | 86     | 90    | 176   |

Récompense du meilleur soliste : Richard Marshall, cornet principal du Black Dyke Band, Angleterre

### Montreux2011
| Pays          | Brass Band                | Chef d'orchestre | Imposé | Libre | Total |
| ------------- | ------------------------- | ---------------- | ------ | ----- | ----- |
| Norvège       | Manger Musikklag          |                  | 94     | 97    | 191   |
| Pays-de-Galle | Cory Band                 |                  | 89     | 98    | 187   |
| Pays-de-Galle | Tredegar Town Band        |                  | 90     | 96    | 186   |
| Pays-Bas      | Brassband De Schoonhoven  |                  | 91     | 94    | 185   |
| Belgique      | Noord Limburgse Brassband |                  | 92     | 92    | 184   |

Récompense du meilleur soliste : Bert Van Thienen, cornet soprano du Cory Band, Pays-de-Galle

### Rotterdam2012
| Pays          | Brass Band                    | Chef d'orchestre | Imposé | Libre | Total |
| ------------- | ----------------------------- | ---------------- | ------ | ----- | ----- |
| Angleterre    | Black Dyke Band               |                  | 98     | 97    | 195   |
| Belgique      | Noord Limburgse Brassband     |                  | 93     | 98    | 191   |
| Pays-Bas      | Brass Band Schoonhoven        |                  | 91     | 99    | 190   |
| Norvège       | Eikanger-Bjørsvik Musikklag   |                  | 95     | 94    | 189   |
| Pays-de-Galle | Cory Band                     |                  | 96     | 92    | 188   |
| Écosse        | Co-operative Funeralcare Band |                  | 90     | 96    | 186   |
| Norvège       | Manger Musikklag              |                  | 94     | 90    | 184   |
| Suisse        | Ensemble de Cuivres Valaisan  |                  | 89     | 95    | 184   |
| France        | Brass Band Nord Pas-de-Calais |                  | 86     | 91    | 177   |
| Autriche      | Brass Band Oberösterreich     |                  | 88     | 88    | 176   |
| Danemark      | Lyngby Taarbæk                |                  | 87     | 89    | 176   |

Récompense du meilleur soliste : Erwin Kelchtermans, trombone basse du Noord Limburgse Brassband, Belgique

### Oslo2013
| Pays           | Brass Band                  | Chef d'orchestre      | Imposé | Libre | Total |
| -------------- | --------------------------- | --------------------- | ------ | ----- | ----- |
| Pays de Galles | Cory Band                   | Philip Harper         | 95     | 96    | 191   |
| Norvège        | Eikanger-Bjørsvik Musikklag | David King            | 94     | 97    | 191   |
| Angleterre     | Black Dyke Band             | Dr Nicholas J. Childs | 92     | 94    | 186   |
| Belgique       | Brassband Buizingen         | Luc Vertommen         | 89     | 95    | 184   |
| Pays-Bas       | Brassband De Schoonhoven    | Erik Janssen          | 91     | 91    | 182   |
| Suisse         | Brass Band Fribourg         | Frédéric Théodoloz    | 90     | 92    | 182   |
| Angleterre     | Leyland Band                | Michael Bach          | 88     | 93    | 181   |
| France         | Paris Brass Band            | Florent Didier        | 87     | 90    | 177   |
| Suède          | Windcorp Brass Band         | Alexander Hanson      | 85     | 88    | 173   |
| Autriche       | Brassband Oberösterreich    | Hans Gansch           | 83     | 89    | 172   |
| Danemark       | Lyngby-Taarbaek Brass Band  | Selmer Simonsen       | 84     | 87    | 171   |

Récompense du meilleur soliste : Richard Marshall, cornet principal du Black Dyke Band, Angleterre

### Freiburg2015
| Pays           | Brass Band                            | Chef d'orchestre    | Morceau au choix                                           | Imposé | Libre | Total |
| -------------- | ------------------------------------- | ------------------- | ---------------------------------------------------------- | ------ | ----- | ----- |
| Angleterre     | Black Dyke Band                       | Nicholas J. Childs  | Metropolis 1927 for Brass Band & Percussion (Peter Graham) | 97     | 97    | 194   |
| Belgique       | Brassband Willebroek                  | Frans Violet        | Journey of the Lone Wolf (Simon Dobson)                    | 96     | 96    | 192   |
| Suisse         | Brass Band Burgermusik Luzern         | Michael Bach        | Trance (Thomas Doss)                                       | 98     | 92    | 190   |
| Norvège        | Eikanger-Bjørsvik Musikklag           | David King          | Trance (Thomas Doss)                                       | 92     | 98    | 190   |
| Pays de Galles | Cory Band                             | Philip Harper       | Partita for band (Wilfred Heaton)                          | 95     | 93    | 188   |
| Suisse         | Brass Band Treize Etoiles             | James Gourlay       | Audivi Media Nocte (Oliver Waespi)                         | 93     | 95    | 188   |
| Ecosse         | Co-operative Funeralcare              | Allan Ramsay        | Audivi Media Nocte (Oliver Waespi)                         | 91     | 91    | 182   |
| France         | Paris Brass Band                      | Florent Didier      | Vita Aeterna Variations (Alexander Comitas)                | 94     | 86    | 180   |
| Autriche       | Brassband Oberösterreich              | Ian Porthouse       | Audivi Media Nocte (Oliver Waespi)                         | 90     | 89    | 179   |
| Allemagne      | Bayerischen Brass Band Akademie (3BA) | Thomas Ludescher    | From Ancient Times (Jan Van Der Roost)                     | 88     | 90    | 178   |
| Pays-Bas       | De Bazuin Oenkerk                     | Klass van der Woude | Journey of the Lone Wolf (Simon Dobson)                    | 89     | 88    | 177   |
| Danemark       | Lyngby-Taarbaek                       | Michael Thomsen     | Symphony in two movements (Professor Edward Gregson)       | 87     | 85    | 172   |

Récompense du meilleur soliste : Gary Curtin, Euphonium du Black Dyke Band, Angleterre

### Lille2016
Le 39e Championnat européen de brass band a été organisé pour la première fois en France par la Confédération musicale de France les 29 et 30 avril 2016. Avec le 3e Challenge européen de brass band le 30 avril, le 3e concours européen de brass band de jeunes le 1er mai, le 7e concours de solistes pour cuivres et percussions du 25 au 28 avril et le 14e brass band européen des jeunes du 23 avril au 1er mai.
| Pays           | Brass Band                       | Chef d'orchestre | Imposé | Libre | Total |
| -------------- | -------------------------------- | ---------------- | ------ | ----- | ----- |
| Pays de Galles | Cory Band                        | Philip Harper    | 98     | 99    | 197   |
| Angleterre     | Black Dyke Band                  | Nicholas Childs  | 96     | 96    | 192   |
| Suisse         | Valaisia Brass Band              | Arsène Duc       | 94     | 98    | 192   |
| Belgique       | Brass Band Buizingen             | Luc Vertommen    | 95     | 93    | 188   |
| France         | Paris Brass Band                 | Florent Didier   | 91     | 97    | 188   |
| Angleterre     | Brighouse & Rastrick             | David King       | 93     | 92    | 185   |
| Norvège        | Stavanger Brass Band             | Allan Withington | 89     | 95    | 184   |
| Pays-Bas       | Provinciale Brass Band Groningen | Richard Visser   | 92     | 89    | 181   |
| Allemagne      | 3BA Concert Band                 | Thomas Ludescher | 90     | 91    | 181   |
| Ecosse         | Whitburn Band                    | Michael Fowles   | 87     | 94    | 181   |
| Autriche       | Brass Band Oberosterreich        | Ian Porthouse    | 88     | 90    | 178   |
| Danemark       | Lyngby-Taarbaek Brass Band       | Michael Thomsen  | 86     | 88    | 174   |

- Champion d'Europe de brass band en catégorie championship : Cory Band (Pays de Galles)

Récompense du meilleur soliste : Gareth Small, trompette du Black Dyke Band (Angleterre)
- Champion d'Europe de brass band en catégorie Challenge : Brass Band Sachsen (Allemagne)

Récompense du meilleur soliste : Giuliano Sommerhalder, cornet de l'Italian Brass Band (Italie)
- Champion d'Europe de brass band de jeunes en catégorie Premier (18 à 22 ans): Youth Brass band Willebroek (Belgique)

Récompense du meilleur soliste : Siobhan Bates, saxhorn alto du Youth Band 2000 (Angleterre)
- Champion d'Europe de brass band de jeunes en catégorie Development (moins de 18 ans): Tertnes Skoles Musikkorps (Norvège)

Récompense du meilleur soliste : Charlotte Horsfield, trombone du Elland Silver Band (Angleterre)
- Gagnant du concours européen de solistes : Jérémy Coquoz, cornet (Suisse)

### Ostende2017
| Pays           | Brass Band                | Chef d'orchestre    | Imposé | Libre | Total |
| -------------- | ------------------------- | ------------------- | ------ | ----- | ----- |
| Norvège        | Eikanger-Bjorsvik         | Ingar Bergby        | 95     | 98    | 193   |
| Suisse         | Valaisia Brass Band       | Arsène Duc          | 96     | 95    | 191   |
| Pays de Galles | Cory Band                 | Philip Harper       | 94     | 97    | 191   |
| Belgique       | Brass Band Willebroek     | Frans Violet        | 92     | 96    | 188   |
| Pays de Galles | Tredegar                  | Ian Porthouse       | 91     | 92    | 183   |
| Danemark       | Concord                   | Jesper Juul Windahl | 90     | 93    | 183   |
| France         | Paris Brass Band          | Florent Didier      | 89     | 94    | 183   |
| Angleterre     | Brighouse & Rastrick      | David King          | 93     | 89    | 182   |
| Pays-Bas       | Brass Band Schoohoven     | Ivan Meyleman       | 88     | 90    | 178   |
| Autriche       | Brass Band Oberosterreich | Erik Janssen        | 86     | 91    | 177   |
| Belgique       | Brass Band Buizingen      | Luc Vertommen       | 87     | 87    | 174   |
| Allemagne      | 3BA Concert               | Thomas Ludescher    | 85     | 88    | 173   |

### Utrecht2018
| Pays           | Brass Band                 | Chef d'orchestre    | Imposé | Libre | Total |
| -------------- | -------------------------- | ------------------- | ------ | ----- | ----- |
| Suisse         | Valaisia Brass Band        | Arsène Duc          | 96     | 99    | 195   |
| Pays de Galles | Cory Band                  | Philip Harper       | 98     | 96    | 194   |
| Norvège        | Stavanger                  | Allan Withington    | 95     | 94    | 189   |
| Belgique       | Brass Band Willebroek      | Frans Violet        | 92     | 95    | 187   |
| Norvège        | Eikanger-Bjorsvik          | Ingar Bergby        | 90     | 97    | 187   |
| France         | Hauts-de-France Brass Band | Luc Vertommen       | 89     | 98    | 187   |
| Ecosse         | Whitburn Band              | Nicholas Childs     | 94     | 92    | 186   |
| Pays-Bas       | Brass Band De Wâldsang     | Rieks van der Velde | 91     | 90    | 181   |
| Angleterre     | Fairey Band                | Garry Cutt          | 87     | 88    | 175   |
| Allemagne      | 3BA Concert                | Thomas Ludescher    | 86     | 89    | 175   |
| Autriche       | Brass Band Fröschl Hall    | Corsin Tuor         | 88     | 86    | 174   |
| Danemark       | Concord                    | Jesper Juul Windahl | 85     | 87    | 172   |

Prix du meilleur soliste : Lilian Meurin, euphonium solo du Hauts-de-France Brass Band.

### Montreux2019
| Pays           | Brass Band                       | Chef d'orchestre    | Imposé | Libre | Total |
| -------------- | -------------------------------- | ------------------- | ------ | ----- | ----- |
| Pays de Galles | Cory Band                        | Philip Harper       | 95     | 98    | 193   |
| France         | Paris Brass Band                 | Florent Didier      | 96     | 96    | 192   |
| Norvège        | Eikanger-Bjørsvik                | Ingar Bergby        | 98     | 91    | 188   |
| Suisse         | Brass Band Bürgermusik Lucerne   | Michael Bach        | 91     | 97    | 188   |
| Belgique       | Brass Band Willebroek            | Frans Violet        | 94     | 93    | 187   |
| Suisse         | Valaisia Brass Band              | Arsène Duc          | 92     | 94    | 186   |
| Allemagne      | 3BA Concert                      | Luc Vertommen       | 97     | 88    | 185   |
| Autriche       | Brass Band Oberösterreich        | Ian Porthouse       | 93     | 92    | 185   |
| Angleterre     | Brighouse and Rastrick           | David King          | 89     | 95    | 184   |
| Pays-Bas       | Provinciale Brass Band Groningen | Richard Visser      | 90     | 89    | 179   |
| Suède          | Göta Brass Band                  | Michael Thomson     | 88     | 90    | 178   |
| Danemark       | Concord                          | Jesper Juul Windahl | 87     | 87    | 174   |
| Italie         | Italian Brass Band               | Filippo Cangiamila  | 86     | 86    | 172   |

### Birmingham2022
| Pays           | Brass Band                 | Chef d'orchestre  | Imposé | Libre | Total |
| -------------- | -------------------------- | ----------------- | ------ | ----- | ----- |
| Pays de Galles | Cory Band                  | Philip Harper     | 98     | 94    | 192   |
| Suisse         | Valaisia Brass Band        | Arsène Duc        | 93     | 98    | 191   |
| Angleterre     | Fodens                     | Russell Gray      | 94     | 96    | 190   |
| Pays de Galles | Tredegar                   | Ian Porthouse     | 96     | 92    | 188   |
| Norvège        | Stavanger Brass Band       | Allan Withington  | 95     | 93    | 188   |
| France         | Hauts-de-France Brass Band | Luc Vertommen     | 91     | 97    | 188   |
| Pays-Bas       | Brass Band Schoonhoven A   | Paul Holland      | 90     | 95    | 185   |
| Allemagne      | 3BA Concert Band           | Corsin Tuor       | 92     | 88    | 180   |
| Ecosse         | Cooperation Band           | Michael Fowles    | 89     | 89    | 178   |
| Suède          | Göta Brass Band            | Michael Thomsen   | 87     | 90    | 177   |
| Autriche       | Brass Band Oberösterreich  | Günther Reisegger | 88     | 87    | 175   |